# Amagi
Amagi (甘木市; -shi) é uma cidade japonesa localizada na província de Fukuoka.
Em 2003, a cidade tinha uma população estimada em 42 449 habitantes e uma densidade populacional de 253,90 h/km². Tem uma área total de 167,19 km².
Recebeu o estatuto de cidade a 1 de Abril de 1954.